# Aulacobolus brevipygus
Aulacobolus brevipygus är en mångfotingart som beskrevs av Sergei I. Golovatch och Zoltán Korsós 1990. Aulacobolus brevipygus ingår i släktet Aulacobolus och familjen Pachybolidae. Inga underarter finns listade i Catalogue of Life.